# 希拉·埃科尔斯
希拉·埃科尔斯（英語：Sheila Echols，1964年10月2日—），美国女子田径运动员。她曾代表美国参加1988年和1992年夏季奥林匹克运动会田径比赛，其中1988年奥运会获得一枚金牌。